# جويلهيرمي أوغوستو
جويلهيرمي أوغوستو فييرا دوس سانتوس (بالبرتغالية: Guilherme Augusto Vieira dos Santos‏) (مواليد 13 أبريل 1995 في ساو باولو) هو لاعب كرة قدم برازيلي يجيد اللعب كلاعب جناح.

## وصلات خارجية
جويلهيرمي أوغوستو على موقع قاعدة بيانات كرة القدم.إي يو (الإنجليزية)
- جويلهيرمي أوغوستو على موقع Soccerway.com (الإنجليزية)